# Лос-Корралес (Севілья)
Лос-Корралес (ісп. Los Corrales) — муніципалітет в Іспанії, у складі автономної спільноти Андалусія, у провінції Севілья. Населення — 4063 особи (2010).
Муніципалітет розташований на відстані близько 390 км на південь від Мадрида, 95 км на схід від Севільї.

## Демографія
Динаміка населення (INE ):

## Галерея зображень

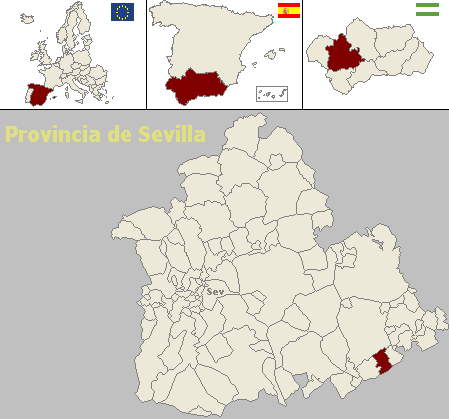
Розташування муніципалітету Лос-Корралес у провінції Севілья